# Vang (koe)

Onderdelen van de koe door slagersbril met vang ('Flank')

De vang van een koe is het onderste deel van de koe, tussen bil en borst.
De hier gelegen spieren bewegen relatief veel, waardoor het vlees vrij hard en stug is. Behalve vanglap of bavette wordt hiervan gehakt of hachee gemaakt. 